# David Komnenos (kejsare av Trapezunt)
David Komnenos, död 1222, var regerande kejsare av Trapezunt från 1204 till 1222. 